# Cherrelle
Cherrelle, nome completo Cheryl Newton (Los Angeles, 13 ottobre 1958), è una cantante statunitense soul giunta alla notorietà come una delle principali dive dell'R&B degli anni '80.

## Biografia
Cugina della fondatrice del gruppo vocale femminile TLC, Perri "Pebbles" Reid, iniziò la sua carriera di cantante subito dopo essere stata notata da Clarence Avant, fondatore della casa discografica statunitense Tabu Records, il quale l'arruolò nella sua etichetta nel 1983.
Con la produzione di Jimmy Jam & Terry Lewis, pubblicò il suo album di debutto Fragile, vincitore del disco d'oro negli Stati Uniti grazie anche al singolo I Didn't Mean to Turn You On, top ten nella classifica R'n'B statunitense. Nel 1985 ha pubblicò il suo album di maggiori successo di vendite, High Priority, il quale conteneva i successi You Look Good to Me, Will You Satisfy?, Artificial Heart e Saturday Love, quest'ultimo in duetto con Alexander O'Neal, che raggiunse ottimi consensi anche in Regno Unito dove ha raggiunto la sesta posizione della classifica ufficiale dei singolo. Nel 1988 pubblicò il suo terzo album, Affair, contenente il singolo Everything I Miss at Home, che raggiunse la vetta della classifica R&B e col quale ottenne il suo terzo disco d'oro.
Ha pubblicato il suo ultimo successo da classifica nel 1991 con More Than a Woman, l'ultimo prodotto da Jam & Lewis. fino al 1999, quando dopo otto anni tornò a collaborare con loro per The Right Time.
Da allora, la cantante ha tenuto serate negli Stati Uniti e in tutto il mondo. I cantanti Robert Palmer e Mariah Carey hanno entrambi realizzato una cover della sua I Didn't Mean to Turn You On, mentre Saturday Love è ritenuto essere uno dei più grandi duetti della storia del soul.

## Discografia

### Album in studio
- 1984 - Fragile (Tabu)
- 1986 - High Priority (Tabu)
- 1988 - Affair (Tabu)
- 1991 - The Woman I Am (Tabu)
- 1999 - The Right Time (Power)

### Raccolte
- 1995 - The Best Of Cherrelle
- 2005 - Greatest Hits (Tabu)
- 2011 - Icon (Tabu)

### Singoli
- 1984 - I Didn't Mean to Turn You On
- 1984 - Fragile... Handle with Care
- 1984 - Like a Will (Tokyo Mix)
- 1985 - You Look Good to Me
- 1985 - Saturday Love (con Alexander O'Neal)
- 1986 - Will You Satisfy?
- 1986 - Artificial Heart/Oh No It's U Again
- 1988 - Never Knew Love Like This (con Alexander O'Neal)
- 1988 - Everything I Miss at Home
- 1989 - Affair
- 1989 - What More Can I Do for You
- 1990 - Saturday Love (Feelin' Luv Mix) <con Alexander O'Neal)
- 1991 - Never in My Life
- 1992 - Tears of Joy
- 1992 - Still in Love with You
- 1997 - Baby, Come to Me (con Alexander O'Neal)
- 1999 - The Right Time
- 1999 - Just Tell Me